# Tote Tante

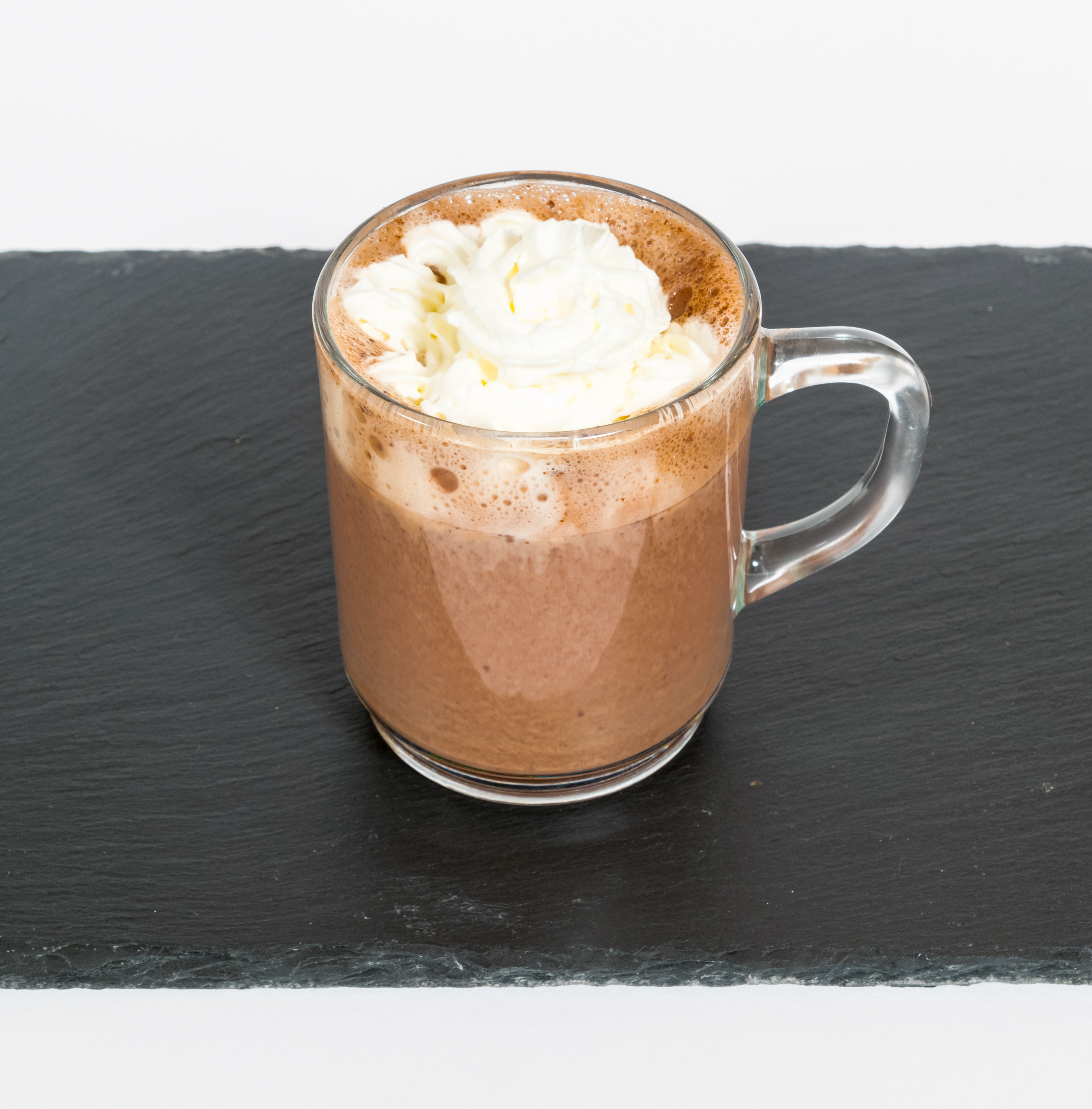
Tote Tante

Tote Tante is hete chocolademelk met rum en afgedekt met slagroom. Als alternatief voor rum kan ook amaretto worden gebruikt. De drank is zowel koud als warm te nuttigen. Het wordt ook wel Lumumba genoemd, naar Patrice Lumumba, hoewel deze naam omstreden is vanwege zijn mogelijke racistische oorsprong.

## Herkomst
Tote Tante verwijst naar een geliefde warme drank uit Duitsland, met name in Sylt tijdens de winter, die is gemaakt van een mengsel van rum, chocoladedrank, slagroom en stukjes en beetjes chocolade.
Tote Tante is de Noord-Duitse en Død tante de Deense term die letterlijk vertaald wordt als "dode tante".